# Rinorea falcata
Rinorea falcata (Mart. ex Eichler) Kuntze – gatunek roślin z rodziny fiołkowatych (Violaceae). Występuje naturalnie w Kolumbii, Wenezueli, Gujanie, Surinamie, Gujanie Francuskiej, Peru oraz Brazylii (w stanach Acre, Amazonas, Pará i Rondônia). 

## Morfologia
PokrójZimozielone drzewo dorastające do 10 m wysokości.
LiścieUlistnienie jest naprzeciwległe. Blaszka liściowa ma owalny lub eliptyczny kształt, jest niemal całobrzega lub ząbkowana na brzegu, ma tępą lub klinową nasadę i tępy wierzchołek. Ogonek liściowy jest nagi.
KwiatyZebrane w gronach.
OwoceTorebki mierzące 15-40 mm długości. Nasiona maja kulisty kształt i są gładkie.

## Biologia i ekologia
Rośnie w wilgotny lesie równikowym. Występuje na wysokości do 600 m n.p.m.